# The Return of the Buffalo
The Return of the Buffalo är en film av konstnären och filmaren Claes Söderquist. Filmen, som påbörjades 1970 och avslutades 2012, bildar tillsammans med Alcatraz - Återkomsten (2013) en diptyk om Söderquists upplevelser under ockupationen av Alcatraz av Indians of All Tribes och hans återbesök många år senare. Filmen ingick i utställningen Claes Söderquist, Passager, Konstakademien, 2013, och Kristianstads Konsthall, 2014.